# Aerosucre
AeroSucre är ett colombianskt fraktflygbolag med huvudkontor i Bogotá och Barranquilla, Colombia. AeroSucre grundades 1969 och flyger regelbundna fraktflygningar både inrikes och internationellt. Aerosucre flyger främst inom Central och Sydamerika. Huvudflygplatsen för Aerosucre ligger i Bogotá och heter El Dorados internationella flygplats.. 
Leticia, Mitú, Bogotá, Barranquilla, Arauca och Puerto Carreño är några av AeroSucres viktigaste destinationer.

## Olyckor med Aerosucre
- Den 18 november, 2006, ca 21:00 fick Aerosucre uppleva sitt första flygplanshaveri, vilken tog plats i Leticia, Colombia. Lastflygplanet skulle precis landa och var i slutet på inflygningen när man flög in i en tv-antenn 3 km ifrån flygplatsen.[2] Planet tappade sedan kontrollen och havererade. Kraftig fukt och dålig sikt är den troliga orsaken till olyckan. Alla 5 besättningsmedlemmar dog vid haveriet som involverade ett Boeing 727-23F-plan.[3]

## Flotta
- 1 Boeing B737-200C  HK-4253, -Fotografi av en Aerosucre Boeing 737